# Kévork Assadourian
Kévork Assadourian ICPB (armenisch Գէորգ Ասատուրեան; * 29. April 1961 in Qamischli, Gouvernement al-Hasaka, Syrien) ist ein syrischer Geistlicher und armenisch-katholischer Weihbischof in Beirut.

## Leben
Kévork Assadourian trat dem Institut du Clergé Patriarcal de Bzommar bei und empfing am 3. Oktober 1986 das Sakrament der Priesterweihe.
Die in Rom versammelte Synode der armenisch-katholischen Bischöfe wählte Kévork Assadourian zum armenisch-katholischen Weihbischof in Beirut. Am 5. September 2015 stimmte Papst Franziskus seiner Wahl zum armenisch-katholischen Weihbischof in Beirut zu und ernannte ihn zum Titularbischof von Amida degli Armeni. Die Bischofsweihe spendete ihm der Patriarch der Armenisch-Katholischen Kirche, Grégoire Bedros XX. Ghabroyan ICPB, am 21. November desselben Jahres. Mitkonsekratoren waren der emeritierte Koadjutorbischof von Istanbul, Kévork Khazoumian ICPB, der emeritierte Ordinarius von Osteuropa, Nechan Karakéhéyan ICPB, der Bischof von Sainte-Croix-de-Paris, Jean Teyrouz ICPB, und der Bischof von Our Lady of Nareg in New York, Mikaël Antoine Mouradian.